# 점퍼 (영화)
《점퍼》(Jumper)는 20세기 폭스와 뉴 레겐시 프로덕션에서 2008년에 나온 SF 영화이다.
이 영화는 스티븐 굴드의 1992년도 작품인 SF 소설 《점퍼》를 원작으로 했다. 내용에는 어떤 위치든지 상관 없이 이동할 수 있는 능력을 가진 사람이 등장하며, 그는 그를 죽이려는 의도를 지닌 비밀 단체의 추격을 받는다.
영화를 촬영하기 전에 대본은 고쳐 쓰는 과정을 거쳤고, 주요한 인물들의 역할이 제작하는 과정에서 변화되었다. 점퍼는 2006년에서 2007년에 걸쳐 14개 국가의 20개 도시에서 촬영되었다. 영화는 2008년 2월 14일에 개봉되었고, 사운드트랙은 2월 19일에 공개되었다. 영화는 대부분 부정적인 평가를 받았음에도 불구하고, 개봉 첫 주에 이천 칠백 삼십만 달러를 벌어들였다. 평론 애그리게이터(제품과 서비스에 대한 정보를 수집하고 공급하는 사람)인 로튼토마토]]는 16%의 지지를 기록했고, 메타크리틱은 35%라고 언급했다. 여러 소설이 영화와 동시에 시장에 나왔고, 비디오 게임도 같이 등장했다. 엑스박스 360과 플레이스테이션 2, 그리고 Wii에서 게임이 나왔는데, 제목은 "점퍼: 그리핀의 이야기(Jumper: Griffin's Story)"이었다. DVD도 2008년 6월 10일에 나왔고, 배우 크리스텐슨과 감독 라이먼 모두 후속편에 대해 말했다.

## 출연
- 헤이든 크리스텐슨(아역: 맥스 시리엇): 데이빗 라이스 역

5살때 집나간 엄마, 알코올 중독자 아빠. 이름대신 밥통이라 부르는 학교 친구들. 희망따위 보이지 않는 암울한 인생을 살아가던 중, 밀리에게 줄 선물을 주우러 무리하게 얼음판위로 뛰어들어갔다가 그대로 물속에 빠져버렸다. 그런데 어찌된 영문인지 동네 도서관으로 튀어나오는 기이한 현상을 겪고난후 자신이 순간이동 능력을 각성했다는걸 알게된다. 이후 능력의 위력이 어느정도인지 실험해보던중 우발적으로 은행금고를 털게 됐다. 넘쳐나는 돈다발을 보는순간, 순간이동 능력이야말로 자신의 인생을 바꿔줄 찬스라 여기며 8년동안 방탕한 생활을 시작한다. 그 방탕함은 자기집에 무단침입한 롤랜드와 마주한 순간 끝나버렸다.
- 레이철 빌슨(아역: 애나소피아 롭): 밀리 해리스 역

모두가 밥통으로 여기는 데이빗을 유일하게 인간취급해주는 소녀. 데이빗이 주기로 한 선물이 자기집앞에 덩그러니 놓여져 있는걸 보고는 그가 죽지 않고 살아있다고 확신한다. 학창시절만 해도 여행을 다니는게 꿈이었지만 성인이 된 후에는 술집에서 일을 하는 전형적인 현대인의 삶을 살아가고 있었다. 일하던 가게에 데이빗이 찾아오면서 무려 8년만에 재회했지만 한없이 찌질하기만 하던 예전의 모습은 온데간데 없이 난데없이 잘나가는 갑부가 되어 나타온 그를 수상히 여긴다. 그리고 단둘이 떠난 로마여행지에서 누군가에게 쫓기는것마냥 허둥거리는 데이빗을 보는순간, 의심이 폭발하기 시작했다.
- 사무엘 L. 잭슨: 롤랜드 역

점퍼를 제거하는 비밀조직 팔라딘의 수장. 자신을 철저하게 농라가는 두명의 점퍼 데이빗과 그리핀을 제거대상 1순위로 여기며 쫓아다닌다. 하지만 막판에는 데이빗에 의해 사막 한가운데 버려졌다.
- 제이미 벨: 그리핀 역

데이빗과 같은 부류의 점퍼. 순간이동의 비밀을 전혀 모르는 데이빗과는 달리 오래전부터 부모를 죽인 팔라딘을 추격해온지라 순간이동과 팔라딘에 대해선 누구보다도 잘 알고있다. 로마여행지에서 데이빗과 함께 팔라딘과 격투를 벌인 일을 인연으로 잠시나마 데이빗과 동맹을 맺지만 막판에는 변심한 데이빗에게 통수를 맞고 전쟁터에서 전깃줄에 묶여버렸다.
- 마이클 루커: 윌리엄 라이스 역

데이빗의 아버지. 남들이 다 죽었다고 했을때도 그는 아들의 죽음을 믿지 않았다. 8년후 롤랜드에게 무참하게 살해당한다
- 다이앤 레인: 메리 라이스 역

데이빗의 어머니...이자 데이빗을 노리는 팔라딘의 조직원. 하나뿐인 아들이 순간이동 능력을 각성하는걸 보고는 고심한 끝에 결국 남편에게 아이를 떠넘기고 떠나버렸다. 이후 하나뿐인 아들이 청년이 되어 팔라딘에게 쫓겨다니는걸 보자 남몰래 나타나 아이를 도와준다.
- 테디 던(아역: 제시 제임스) 마크 코볼드 역

데이빗과 같은학교 학생, 그를 밥통이라 불리며 철저히 놀려댄다. 그러다 데이빗의 순간이동 때문에 하루아침에 금고털이범이 되어 감옥에 갇힌다.
- 크리스틴 스튜어트: 소피 역

윌리엄과 이혼한 메리가 재혼해서 낳은 데이빗의 이부동생. 영화 말미 데이빗이 메리의 집에 찾아오는 장면에서 등장한다.

## 줄거리
5살때 떠나버린 엄마, 알코올 중독자 아빠, 이름대신 밥통이라 부르는 학교 친구들. 데이빗이 살아가는 낙이라고는 유일하게 자길 인간취급해주는 같은학교 여학생 밀리가 전부였다. 어느날, 데이빗은 밀리의 생일을 맞아 눈 구슬을 선물로 주었는데 불량소년 마크가 나타나 그에게 시비를 걸며 눈 구슬을 얼어붙은 강 위로 던져버렸다. 데이빗은 자기는 괜찮으니 괜한 짓 하지 말라고 만류하는 밀리를 뒤로하고 무작정 구슬을 주워오겠다고 강가로 다가갔다가 얼음이 깨지면서 빠져버렸다. 그런데 어찌된 영문인지 지역 도서관에서 빠져나오게 된다. 이를 계기로 데이빗은 자신에게 순간이동 능력이 있었음을 알게된다. 처음에는 밀리한테만이라도 이야기 하려 했지만 제아무리 밀리라도 이런 말도 안되는 이야길 믿어줄것 같지 않다는 생각에 그녀의 집에 원래 주기로 했던 눈 구슬만 가져다 놓고는 종적을 감추어 버렸다. 나중에 이걸 본 밀리는 그가 틀림없이 어딘가에서 살아있을거라고 확신한다.
이후 적은 비용으로 고시원 같은 방을 얻어 살다가 자신의 능력을 이용해 은행을 털었다. 이 사건은 미제사건으로 남았다. 이후 은행에서 턴 돈으로 좋은 집을 가지고 여유있는 삶을 살아간다. 그러나 순간이동 능력을 가진 사람들을 잡아 죽이는 팔라딘에게 덜미를 잡혔고 여유있는 삶도 이 사건 이후로부터 사라진다. 이 팔라딘은 데이빗이 은행을 턴 사건부터 데이빗을 추적해 왔다. 팔라딘으로부터 간신히 도망친 데이빗은 고향으로 돌아간다. 고향에서 데이빗은 밀리를 찾고 밀리가 일하는 술집에서 밀리를 보러 간다. 자신감이 없던 데이빗은 밀리를 멀리서만 보고 떠나려는 순간 마크가 데이빗을 알아보고 소란을 피우자 밀리도 데이빗에게 와 인사를 건넨다. 그러나 마크가 밀리에게 무례한 행동을 보이자 데이빗은 마크를 자신의 능력으로 혼쭐내준다. 마크는 데이빗이 털었던 은행에 갇히게 된다. 이후 데이빗은 밀리와 연애감정을 가지고 팔라딘으로부터 도망칠 때 가지고 나온 돈으로 로마로 여행을 간다.
데이빗과 밀리는 콜로세움을 보러간다. 그러나 콜로세움은 시간이 지나 닫혀있었다. 하지만 데이빗은 콜로세움으로 몰래 밀리와 같이 들어간다. 그리고 구경을 하는 도중 순간이동 능력을 가진 또 다른 점퍼가 나타난다. 그 점퍼의 이름은 그리핀이다. 그리핀은 데이빗이 여유있던 삶을 즐겼을 때 능력을 너무 막 사용하는 걸 보고 충고 해주려고 데이빗을 찾아왔다. 그러던 와중에 팔라딘까지 나타나 밀리와의 데이트는 어려워지고 팔라딘과 싸우게 된다. 팔라딘과의 싸움에서 그리핀의 도움으로 간신히 이긴다, 그러나 데이빗은 콜로세움에 몰래 들어간 죄로 경찰에게 잡힌다. 밀리는 데이빗이 팔라딘과 싸울동안에 창고에 갖혀있어서 데이빗과 팔라딘의 싸움을 보지 못했다. 그 상황에서 데이빗은 밀리에게 침묵만 하고 밀리의 불신은 깊어지게 된다.
이후 밀리는 공항에서 홀로 집으로 간다. 데이빗은 자신이 언제까지 팔라딘에게 도망칠 수 없다는 것을 알고 그리핀을 찾아간다. 그러나 데이빗이 순간이동의 흔적을 남기고 자신에게 찾아왓다는 것을 안 그리핀은 데이빗과 언쟁을 하게 된다. 흔적을 남기게 되면 팔라딘이 기계를 통해 순간이동 한 곳으로 이동할 수 있다. 이후 그리핀과 데이빗은 자신들을 쫓는 팔라딘에게서 도망치면서 싸운다. 데이빗은 밀리가 위험해질 것 같아서 밀리를 지키기위해서 찾아가지만 팔라딘은 이미 대기를 하고있었다. 데이빗은 밀리를 데리고 능력을 통해 빠져나온다. 밀리에게 능력을 들키게 된다. 이후 팔라딘과 지속적인 싸움을 하다가 팔라딘의 수장 롤랜드를 외딴 곳에 점프를 시켜놓고 데이빗은 자신의 어머니를 찾는다. 데이빗을 만난 데이빗의 엄마는 사실 팔라딘의 조직원이였고 데이빗이 은행을 털고 바로 들키지 않게 해준 조력자였다. 엄마를 만나고 이후 데이빗은 밀리와 자신의 능력을 통해 여행을 떠난다.

### 대본과 스토리 보드
2005년 11월, 뉴 레겐시 프로덕션은 더그 라이먼을, 스티븐 굴드가 쓴 SF 소설 《점퍼》의 영화화를 담당할 감독으로 고용했다. 대본 작가인 짐 울스는 데이비드 S. 고이어가 각색한 대본을 고쳐쓰기 위해서 채용되었다. 그러나 라이먼은 다른 고쳐쓰기를 바랐고 사이먼 킨버그는 대본을 완성하는 것을 도왔다. 라이먼은 대본을 쓰는 과정에서 소설을 활용하는 것에 대해 다음과 같이 말했다. "이것은 100% 스티븐 굴드의 이야기이다, 그것은 영화로서 재발명되는 것이다." 굴드는 인터뷰에서, 자신이 소설 내용과는 다르게 영화 대본을 쓰는 일에 찬성했다고 밝혔다. 영화 촬영이 시작하기 전에, 스튜디오는 소설의 내용을 바탕으로 영화를 3부작으로 만드는 계획을 소개하기도 했다.
다른 영화들은 오직 한 사람의 스토리 보드 작가를 고용하는데, 반면에 점퍼는 여섯 사람의 작가를 고용하여 개별적인 액션 장면들을 각각 작업하도록 하였다. 작가들은 영화에서 사용되는 순간 이동의 규칙들에 대한 특정한 지시에 따라야 했고, 그것을 스토리보드에 정확하게 반영해야 했다. 그 중 한 사람은 그러한 지시에 이렇게 반응했다. "나는 단지 이렇게만 생각했어요. '어떻게 한 남자가 이동하면서 싸울 수 있을까?' 만약 그런 상황이라면, 당신은 당신 자신을, 인물들이 갖고 있는 순간 이동 능력을 독창적이고 멋지고 눈부시게 활용할 수 있도록 하는 데 집중했을 것입니다."

### 출연
2006년 4월에서 배우인 톰 스튜리지, 테리사 파머, 제이미 벨이 점퍼의 주연으로 배정되었다. 이어 7월에는 배우 새뮤얼 L. 잭슨이 국가안전보장국(NSA)의 수사관 역할로 영화에 합류했고, 고이어는 킨버그와 함께 원래의 대본 초고를 고쳐서 다시 썼다. 기본적인 촬영은 도쿄, 로마, 토론토, 그리고 뉴욕에서 하는 것으로 계획이 잡혔다. 제작은 2006년 6월에 제작자인 톰 로스먼이 감독인 라이먼에게 "주연이 열 여덟살입니다. 영화가 좀 더 좋아지려면 스물 다섯살이어야 하지 않을까요? 감독님이 상당히 거대한 영화를 여기 갖고 계신데, 어른들은 열여덟 살짜리 애를 보려고 오지는 않을 것입니다. 아동용 영화 취급할 거예요. 그래서 그것보다 더 큰 영화를 만드셔야해요." 라이먼은 영화에 낭만적인 면을 더 넣기 위해서, 좀 더 나이가 든 배우들을 출연시키자는 데 동의했다. 8월에 촬영이 시작되기 두 주 전에서야 배우 헤이든 크리스턴슨이 스튜리지의 자리를 대신해서 주연인 데이비드 역할을 맡았고, 스튜디오는 "그들이 모은 젊은 스타 세 사람 덕분에, 좀 더 탁월한 배우를 구하는 일에 신경쓰지 않게 되었다." 래퍼인 에미넴도 또한 역할을 맡을 것으로 간주되기도 했다. 크리스턴슨이 주연으로 다시 발탁된 이후에, 라이먼 감독은 레이철 빌슨으로 파머의 자리를 대신했다.

### 촬영
| “ | 우리는 해 뜨는 새벽에 걸어야 했어요. 그래서 더그 감독님은 그가 원하는 만큼 조명을 해야 했죠. 그 장면은 단지 아름다웠고, 거기에 영혼(soul)은 없었어요. | ” |
|   | — 헤이든 크리스턴슨, 콜로세움에서 했던 촬영을 생각하면서                                                                                              |   |

2006년 9월에, 점퍼는 온타리오 주의 피터버러(Peterborough, Ontario)에 있는 다양한 위치에서 촬영되었고, 기본적인 장면들은 10월에 토론토에서 찍기 시작했다. 2006년 12월에, 라이먼은 콜로세움에서 3일 동안 영화를 촬영하기 위해 로마 영화 위원회와 협상했다. 콜로세움 장면은 원래 로마에 있는 만신전(판테온)에서 이루어진 일로 써 있었다. 실제 영화에서 판테온 외부를 찍은 장면이 하나 있었다. 촬영을 위해서 필요한 장비를 갖고 들어가는 것이 금지되었고, 촬영은 자연스런 빛에 의존해야만 했다. 촬영은 하루를 통틀어 원형극장을 둘러보려고 오는 관광객들에게 방해받지 않을 시간을 골라서 아침과 저녁에 45분 동안 이루어졌다. 최대한 짧은 기간에 촬영을 끝마치기 위해서, 카메라를 이동해서 다시 설치하는 데 시간을 낭비하지 않으려고 네 개의 스테디캠(steadicam:충격흡수장치를 부착한 카메라)을 설치했다. 촬영 후에 특수효과(시각효과:visual effects) 담당자는 특수효과가 얼마나 다양한 측면에서 필요했는지를 설명했다. "콜로세움 자체에서 영화에 필요한 것들을 최대한으로 얻기 위해서 세 가지 종류의 촬영기법이 활용되었어요. 그리고 세트의 한계를 넘어서 확장해서 찍어야 하는 장면이 있었고, 스크래치로부터 기본적으로 콜로세움을 창조할 필요가 있는 장면들이 있었지요."
로마에서 촬영이 이루어진 후에, 영화 촬영은 토론토에서 2006년 12월부터 2007년 1월까지 이루어졌고, 캐나다 촬영은 1월 19일에 끝났다. 1월 26일 토론토에서, 56세인 의상담당자 데이비드 리치는 겨울의 냉랭한 날씨에 야외 촬영장에서 장비를 해체하다가 얼음 조각에 정통으로 맞았다. 또 다른 일하는 사람도 머리와 어깨에 부상을 당해 병원으로 실려갔다. 토론토 촬영이 끝난 후에, 배우들과 관계자들은 도쿄로 이동해 촬영을 계속했다. 한 장면은 30회에 걸쳐 찍어야 했는데, 왜냐하면 그 장면은 교통신호등이 바뀌는 사이에만 촬영할 수 있었기 때문이었다. 그 결과 라이먼 감독은 크리스턴슨에게 그의 동작을 하도록 지시했고, 배우는 손에 부상을 입고, 귀에 액체가 들어갔고, 동공이 확대되는 병으로 발전해서 다양한 장면들을 찍는 동안 병원에서 치료를 받아야했다.
2007년 2월에, 다음 촬영지는 미시간주의 앤 아르보에 있는 갤럽 파크로 정해졌다. 촬영지 근처 휴런 고등학교에 다니는 60명의 학생들이 영화에 엑스트라로 출연했다. 부가적인 촬영이 그 지역에서 필요했기 때문에, 스무 명의 다른 학생들이 9월에 하루동안 촬영에 참가하였다. 모두 따져보면, 촬영은 14개국 20개 도시에서 이루어졌다.

### 특수효과
뉴질랜드 특수효과 스튜디오인 웨타 디지털(Weta Digital)은 2007년 코믹콘 총회(Comic-Con Convention)를 위한 예고편을 만드는 것을 돕기 위해 처음으로 선택되었다. 나중에 스튜디오에서 일하는 100명의 직원들이 영화의 600 장면 중에서 300 장면에 나타나는 특수효과를 발전시켰다. 모두 합쳐서 보면, 영화에서는 100번이 넘는 순간이동이 등장하고, 각각의 순간이동은 그 인물이 이동하는 장소와 그 곳까지의 거리에 따라 바뀌었다. 순간이동은 소프트웨어인 누크(Nuke)와 셰이크(Shake)를 사용하면서 발전되었다. 영국의 빅벤과 이집트의 <<스핑크스]]가 등장하는 장면을 비롯한 다수의 장면은, 소프트웨어 프로그램인 마야를 사용하여 만든 것이다. 웨타의 VFX 담당자 에린 윈퀴스트(Erik Winquist)는 순간이동의 특수효과를 어떻게 만들었는지에 대해 다음과 같이 설명했다. "순간이동을 무엇처럼 보이게 할 것인지에 대한 개념은 제작 이후 점검 과정을 거치면서 조금 변화하고 발전했어요. 매트릭스 (영화)에서 보았던 것과 같은 방식은 아니지만, 영화에서 피트 길이를 배열한 스틸 사진을 사용하는 장면들이 있었어요.매트릭스가 광범위하게 시간이 멈추는 장면을 보여준 반면에, 이 영화는 그런 장면에서 관점이 바뀌는 것처럼 한결같지 않고 흐릿한 동작 이미지를 교정하려고 카메라를 배열했지만, 느린 셔터 속도를 사용해서 굉장히 흥미로운 모습을 찍었어요." 이 영화를 도운 다른 특수효과 스튜디오는 하이드라울스(Hydraulx), 디지털 도메인(Digital Domain), 그리고 픽셀 매직(Pixel Magic)이 있다.

## 비판적인 반응
이 영화는 널리 비판받았고, 평론가들로부터 혹평을 들었다. 로튼토마토에 따르면, 평론가 중 16%만이 이 영화에 긍정적인 평을 했을 뿐이었고, 147개의 평론들은 이 영화가 "일관성이 거의 없는 산만한 액션 영화이며 흐리멍덩한 특수효과가 사용되었다"는 데 합의했다. 메타크리틱에 따르면, 영화는 36개의 평론에서 100점 만점에 평균 35점을 받았다. 오스틴 연대기의 마르크 살로브는 이 영화를 "... 멋진 사기, 재미있는 쓰레기, 감독 라이먼이 정교하게 만들었고, 액션으로 가득찬 신경다발이 되도록 편집했다."라고 평가했다. 커밍순 사이트(ComingSoon.net)의 에드워드 더글러스는 이 영화에 긍정적인 평을 했다. "더그 라이먼이 지구에서의 가장 놀라운 야외 찰영에서 턱이 빠질 정도의 아슬아슬한 묘기 장면들과 함께 멈춤을 뽑아낸 것은, 하나의 전달수단으로서의 인상적인 묘기이었다." 시네마 시그널즈의 줄스 브레너(Jules Brenner)는 이 영화에 대해서 부정적인 평을 했다. "...중간 쯤으로, 당신은 스스로가 점퍼가 되길 원할 수 있다. 당신 자신을 외부 현관의 홀로 순간이동시키는 것은 충분히 할 수 있는 일이다." 더 무비보이 닷 컴(www.TheMovieBoy.com)의 더스틴 푸트먼(Dustin Putman)도 이 영화를 부정적으로 평가했다. "부적절한 이야기 전개에 아무도 마음을 주지 못할 것이고, 액션 장면은 감동을 주지못하는 압축으로, "점퍼"는 성공할 가망이 없는 영화이다."

## 박스 오피스 결과
영화는 2008년 2월 14일 목요일에 미국과 캐나다에서 개봉되었고, 발렌타인 데이 사업과 연결되리라는 희망이 있었다. 이 영화는 25세 이하인 남성과 여성 관객 모두를 겨냥했다. "점퍼"(Jumper)는 금요일에서부터 일요일까지 3,428개 극장의 4,600개 스크린에서 이천칠백삼십만달러를 벌어들였고, 박스오피스에서 일주일 동안 1위를 했다. 첫 주에 영화는 한국에서 개봉되어 2월에 가장 많은 관객수를 기록했고, 30개 시장 중 11개의 지역에서 일등을 기록했다. 개봉되고 나서 첫 2주 동안 영화는 국제 시장에서 첫 번째 위치를 유지했지만, 반면에 미국에서는 밴티지 포인트 (영화)(Vantage Point (film))의 개봉으로 두 번째 자리를 차지했다. 2008년 6월 19일에 이 영화는 전 세계를 통틀어 2억2천1백56만7천2백38달러를 벌어들였고, 미국 내에서는 79,912,889달러, 외국 시장에서는 141,654,349 달러를 벌었다. 이 금액는 현재 2008년에 개봉된 전 세계 영화 중에서 일곱 번째로 많이 벌어들인 것이다.

## 연관된 소설
《리플렉스》와 《점퍼》의 작가인 스티븐 굴드(Steven Gould)는 "점퍼: 그리핀의 이야기"를 영화와 엮어 팔기 위해서 썼다. 그 소설은 2007년 8월 21일 출판되었고, 대본 작가인 데이비드 고이어가 영화를 위해 특별히 창조한 인물인 그리핀에 초점을 맞추고 있다. 그리핀이 앞선 두 소설에서는 나타나지 않기 때문에, 굴드는 "점퍼: 그리핀의 이야기"를 영화 이전에 주인공이 어렸을 때 있었던 뒷 이야기로 발전시켰다. 소설을 쓸 때, 굴드는 영화 제작자와 가깝게 일해서 이야기가 영화의 내용과 부딪치지 않을 것을 확신할 수 있었다.오니 프레스(Oni Press)는 만화 소설을 출판했는데, 그 책은 영화와 관련이 잇는 여러 뒷 이야기들은 묘사하고 있으며, 제목은 "점퍼: 점프의 상처"이었다. 소설은 2008년 2월 13일에 출시되었고, 영화가 개봉되기 하루 전이었다. 출판사인 오니 프레스는 영화와 관련이 있다는 내용을 언급했다. "이 인물들 주변에 창조된 세계는 매우 현실적이고 신화적이었으며, 이 이야기들에 나타나는 갈등이 풍부하고 영화제작자들이 건설한 것이 추가되어서 매우 흥미로웠다." 소설은 눈지오 데필립피스(Nunzio DeFilippis)와 크리스티아나 베이르(Christina Weir)가 썼고, 브라이안 허트(Brian Hurtt)가 그림을 그렸다.

## 비디오 게임과 DVD
제목이 "점퍼:그리핀의 이야기"인 비디오 게임이 엑스박스 360과 플레이스테이션 2, 그리고 Wii에서 할 수 있게 출시되었다. 게임 이야기는 그리핀에 초점을 맞추고 있으며, 그가 부모님을 죽인 원수를 갚으려고 시도하는 내용이다. 브래쉬 엔터테인먼트의 비디오 게임 업자인 니콜라스 롱가노(Nicholas Longano)는 다음과 같이 말했다. "대본을 처음 읽었을 때, 우리는 이 영화를 게임으로 만들 수 있겠다고 생각했죠. 순간이동 같은 것은 게임을 할 때 매우 주목할 만한 것으로 도움이 되지요." 게임은 2008년 2월 12일에 출시되었고, 영화가 개봉되기 이틀 전이었다. 게임 순위에서 Xbox 360 버전은 12개의 평에서 30%의 긍정적인 평을 받았다. 플레이스테이션 2 버전은 35%, Wii 버전은 23%의 긍정적인 평을 받았다. IGN의 대몬 하트필드는 Xbox 360 버전을 평가하면서, 부정적인 언급을 했다. "낮은 생산 가치, 단조로운 게임진행, 흐리멍덩한 시각효과 때문에 이 이야기는 당신을 과거로 점프하게 만든다."
영화는 블루레이 디스크와 DVD로 북미지역에서 2008년 6월 10일에 출시되었고, 국제적으로는 6월 16일에 출시되었다. 특별부록에는 평론과 삭제 장면, 동영상 만화 소설, 제작 다큐멘터리 등의 부가 영상물, 그리고 휴대용 장치로 영화를 볼 수 있도록 하는 디지털 복사 기능이 있다.

## 속편
영화가 개봉되기에 앞서, 하이든 크리스텐슨은 후속 영화가 시리즈로 나올 수 있다는 가능성을 생각했다. "이 영화는 좀 더 많은 영화가 이어 나타날 수 있는 명확한 방식으로 구성되었어요. 더그 감독님은 자신이 만든 인물들에게 성장할 수 있는 여지를 남겨 놓으려고 세심하게 신경을 쓰셨어요." 영화가 제작되는 동안에, 루카스 포스터는 인터뷰에서 다음과 같이 말했다. "생각이 좀 더 커지고, 그것이 하나나 두 영화에 들어맞지 않는다면, 세 편 이상의 영화로 발전할 필요가 있겠지요. 그래서 우리는 세 편이 넘은 영화 내용을 구상했고, 이 영화에서 나머지 다른 두 영화를 위한 여지를 남겨 놓으려고 했지요." 영화가 개봉된 후 나온 박스 오피스 결과에 대한 반응에서, 더그 라이만은 시리즈물에 대한 그의 생각을 말했다. 점퍼들 중에서 일부는 다른 행성에 갈 수도 있고, 시간 여행을 할 수도 있으며, 그들의 능력을 이용해서 스파이 역할을 할 수 있다는 것이다. 그는 또한 굴드의 소설 리플렉스 (소설)에서처럼 레이첼 빌슨의 맡은 역할이 앞으로 어떻게 순간이동을 하는지 배울 것이라고 언급했다.

## 사운드 트랙
영화음악은 영화가 영화관에서 개봉한 이후인, 2008년 2월 19일에 발매되었다. 이 곡들은 모두 존 파월이 쓴 것이다. 음악은 브렛 베이마르크(Brett Weymark)가 지휘하고 시드니 관현악 오케스트라가 연주하였다.
| 트랙 # | 제목                      | 길이 (분:초) |
| ------ | ------------------------- | ------------ |
| 1      | "My Day So Far"           | 1:03         |
| 2      | "Splash"                  | 1:31         |
| 3      | "First Jumps"             | 1:37         |
| 4      | "Bridges, Rules, Banking" | 3:25         |
| 5      | "Surf's Up"               | 1:12         |
| 6      | "1000 Volts"              | 3:48         |
| 7      | "Roland Snoops"           | 1:43         |
| 8      | "You Hear Me Laughing"    | 1:01         |
| 9      | "Coliseum Tour"           | 1:47         |
| 10     | "Coliseum Fight"          | 2:25         |
| 11     | "Echo of Mom"             | 0:50         |
| 12     | "Airport Departure"       | 1:58         |
| 13     | "In Hospital"             | 0:56         |
| 14     | "It's Sayonara"           | 0:57         |
| 15     | "Race to Millie"          | 1:25         |
| 16     | "David Comes Clean"       | 3:24         |
| 17     | "Roland at the Lair"      | 4:55         |
| 18     | "Jumper vs. Jumper"       | 2:18         |
| 19     | "The Sacrifice"           | 4:45         |
| 20     | "A Head Start"            | 1:43         |
| 21     | "A Jump Off"              | 1:36         |

## 더 살펴볼 소설
- 앨프리드 베스터(Alfred Bester)의 1956년도 소설 The Stars My Destination(내가 가야할 별들)
- 쓰쓰이 야스타카의 1965년도 소설 시간을 달리는 소녀